# Canton de Vichy-1
Le canton de Vichy-1 est une circonscription électorale française du département de l'Allier, créée par le décret du 27 février 2014 et entrant en vigueur lors des élections départementales de 2015.

## Histoire
Un nouveau découpage territorial de l'Allier entre en vigueur en mars 2015, défini par le décret du 27 février 2014, en application des lois du 17 mai 2013 (loi organique 2013-402 et loi 2013-403). Les conseillers départementaux sont, à compter de ces élections, élus au scrutin majoritaire binominal mixte. Les électeurs de chaque canton élisent au Conseil départemental, nouvelle appellation du Conseil général, deux membres de sexe différent, qui se présentent en binôme de candidats. Les conseillers départementaux sont élus pour six ans au scrutin binominal majoritaire à deux tours, l'accès au second tour nécessitant 12,5 % des inscrits au premier tour. En outre la totalité des conseillers départementaux est renouvelée. Ce nouveau mode de scrutin nécessite un redécoupage des cantons dont le nombre est divisé par deux avec arrondi à l'unité impaire supérieure si ce nombre n'est pas entier impair, assorti de conditions de seuils minimaux. Dans l'Allier, le nombre de cantons passe ainsi de 35 à 19. Le canton de Vichy-1 fait partie des neuf nouveaux cantons du département, les dix autres cantons portant la dénomination d'un ancien canton, mais avec des limites territoriales différentes.

## Représentation
| Période élective | Période élective | Mandat | Mandat                   | Identité          | Nuance | Nuance | Qualité |
| ---------------- | ---------------- | ------ | ------------------------ | ----------------- | ------ | ------ | --- |
| 2015             | 2021             | 2015   | 2021                     | Élisabeth Cuisset |        | DVD    | Directrice d'un EHPAD Maire de Saint-Germain-des-Fossés depuis 2014 2e vice-présidente du conseil départemental chargée des infrastructures, des routes et des bâtiments |
| 2015             | 2021             | 2015   | 2021                     | Gabriel Maquin    |        | LR     | Président et gérant de sociétés 1er adjoint au maire de Vichy chargé du développement économique et de l'emploi, du commerce et de l'artisanat et des relations avec les collectivités territoriales (2014-2017) 4e adjoint au maire de Vichy chargé du développement économique, de l'emploi et de l'urbanisme (2017-2020) Ancien conseiller général du canton de Vichy-Nord |
| 2021             | 2028             | 2021   | 17 novembre 2024 (décès) | Jean Almazan      |        | DVD    | Sous-préfet retraité 4e adjoint au maire de Vichy |
| 2021             | 2028             | 2021   | en cours                 | Élisabeth Cuisset |        | DVD    | Directrice d'un EHPAD Maire de Saint-Germain-des-Fossés Vice-présidente de la communauté d'agglomération Vichy Communauté |
| 2021             | 2028             | 2024   | en cours                 | Franck Gonzales   |        | DVD    | Maire de Charmeil |

### Résultats détaillés

#### Élections de mars 2015
À l'issue du premier tour des élections départementales de 2015, deux binômes sont en ballottage : Élisabeth Albert-Cuisset et Gabriel Maquin (DVD, 49,37 %) et Marie-José Conte et Jean-Pierre Sigaud (FN, 26,81 %). Le taux de participation est de 49,97 % (6 729 votants sur 13 467 inscrits) contre 53,8 % au niveau départemental et 50,17 % au niveau national.
Au second tour, Élisabeth Albert-Cuisset et Gabriel Maquin (DVD) sont élus avec 71,13 % des suffrages exprimés et un taux de participation de 48,86 % (4 241 voix pour 6 580 votants et 13 467 inscrits).

#### Élections de juin 2021
Le premier tour des élections départementales de 2021 est marqué par un très faible taux de participation (33,26 % au niveau national). Dans le canton de Vichy-1, ce taux de participation est de 34,37 % (4 689 votants sur 13 643 inscrits) contre 36,56 % au niveau départemental. À l'issue de ce premier tour, deux binômes sont en ballottage : Jean Almazan et Élisabeth Cuisset (DVD, 75,01 %) et Magali Dubreuil et Alexis Mayet (Union à gauche avec des écologistes, 24,99 %).
Le second tour des élections est marqué une nouvelle fois par une abstention massive équivalente au premier tour. Les taux de participation sont de 34,3 % au niveau national, 37,8 % dans le département et 35,74 % dans le canton de Vichy-1. Jean Almazan et Élisabeth Cuisset (DVD) sont élus avec 76,47 % des suffrages exprimés (3 540 voix pour 4 876 votants et 13 644 inscrits),,.

## Composition
| Nom                           | Code Insee | Intercommunalité    | Superficie (km2) | Population (dernière pop. légale)                | Densité (hab./km2) | Modifier                                    |
| ----------------------------- | ---------- | ------------------- | ---------------- | ------------------------------------------------ | ------------------ | ------------------------------------------- |
| Vichy (bureau centralisateur) | 03310      | CA Vichy Communauté | 5,85             | Fraction : 12 041 (2022) Commune : 25 702 (2022) | 4 394              | modifier les données · modifier les données |
| Charmeil                      | 03060      | CA Vichy Communauté | 7,40             | 967 (2022)                                       | 131                | modifier les données · modifier les données |
| Saint-Germain-des-Fossés      | 03236      | CA Vichy Communauté | 8,30             | 3 600 (2022)                                     | 434                | modifier les données · modifier les données |
| Saint-Rémy-en-Rollat          | 03258      | CA Vichy Communauté | 20,84            | 1 769 (2022)                                     | 85                 | modifier les données · modifier les données |
| Canton de Vichy-1             | 0317       |                     |                  | 18 377 (2022)                                    |                    | modifier les données                        |

Le canton de Vichy-1 est composé de :
1. trois communes entières,
2. la partie de la commune de Vichy située au nord d'une ligne définie par l'axe des voies et limites suivantes : depuis la limite territoriale de la commune de Cusset, allée Mesdames, rue d'Alsace, rue du Champ-de-Foire, place Jean-Epinat (voie Ouest), boulevard de la Mutualité, place Pierre-Victor-Léger, rue du 11-Novembre, rue Beauparlant, rue de Paris, rue Lucas, avenue du Général-Dwight-Eisenhower, rue du Parc, rue du Casino, boulevard de Russie, boulevard des États-Unis, son prolongement en ligne droite de la rue de Belgique jusqu'au cours de l'Allier.

## Démographie
En 2022, le canton comptait 18 377 habitants, en évolution de +0,05 % par rapport à 2016 (Allier : −1,38 %, France hors Mayotte : +2,11 %).
| 2013   | 2018   | 2022   |
| ------ | ------ | ------ |
| 18 407 | 18 686 | 18 377 |